# Friedrich Wilhelm Brederlo

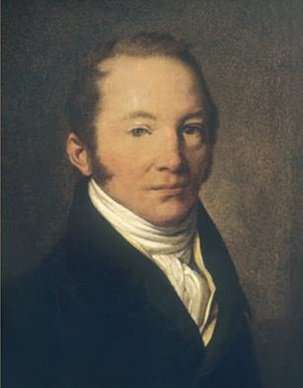
Friedrich Wilhelm Brederlo, Porträt von Louis-Léopold Boilly

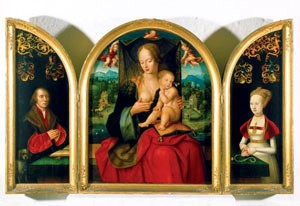
Der Kerckring-Altar des Jacob van Utrecht (1520)

Friedrich Wilhelm Brederlo (* 7. Dezember 1779 in Mitau in Kurland; † 2. Märzjul. / 14. März 1862greg. in Riga) war ein deutsch-baltischer Kaufmann, Ratsherr der Stadt Riga, Kunstsammler und Mäzen.

## Die Sammlung Brederlo
Brederlo wurde bekannt für seine herausragende Kunstkennerschaft, die ihn eine der bedeutsamsten Gemäldesammlungen im Baltikum bestehend aus 201 Gemälden zusammentragen ließ. Die nach ihm benannte Sammlung Brederlo gelangte von seinen Erben, der Familie von Sengbusch, durch Carl Gustav von Sengbusch als Dauerleihgabe 1905 in das neu erbaute Kunstmuseum von Riga und bildete mit seinen Werken der deutschen Malerei und den etwa 70 Holländern, überwiegend niederländischer Landschaftsmalerei des 17. Jahrhunderts, einen der zentralen Sammlungsbestandteile. Seit 1920 sind die Werke nicht lettischer Künstler in das Museum für ausländische Kunst ausgegliedert.
Als Folge des Deutsch-Sowjetischen Grenz- und Freundschaftsvertrages wurden die Erben Brederlos, die Familie von Sengbusch, aus dem Baltikum zwangsausgesiedelt. Sieben Bilder der ihnen gehörenden Sammlung durften sie mitnehmen. Unmittelbar anschließend wurde der in Riga verbliebene Rest der Sammlung durch die lettische Regierung unter Kārlis Ulmanis verstaatlicht.

## Der Kerckring-Altar
Ein typisches Schicksal der Beutekunst im 20. Jahrhundert nahm der aus Lübeck stammende Kerckring-Altar aus dem Jahr 1520. Durch eine Einigung mit den Erben der Familie von Sengbusch konnte dieses außergewöhnliche Stück im St.-Annen-Museum in Lübeck verbleiben. 2024 forderte Lettland das Werk zurück mit der Begründung, Lübeck hätte den Kerckring-Altar nicht an die Erben zurückgeben dürfen, weil sie keine Eigentumsrechte mehr daran besessen hätten. Die Familie Sengbusch war aus Riga vertrieben und vom lettischen Staat enteignet worden, in der Besetzung des Landes kam der Altar nach Lübeck.

## Nachwirken
Die Familie von Sengbusch stiftete im Jahr 2005 zur Erinnerung an ihren Ahn Brederlo in Riga den Brederlo-von Sengbusch-Kunstpreis.